# Io di te non ho paura
Io di te non ho paura – singel Emmy Marrone, wydany 22 stycznia 2016, pochodzący z albumu Adesso. Utwór napisali i skomponowali Giulia Anania, Sergio Vallarino oraz Marta Venturini, a za produkcję odpowiadali Emma Marrone i Luca Mattioni.
Singel był notowany na 65. miejscu na włoskiej liście sprzedaży i uzyskał status złotego singla za sprzedaż w ponad 25 tysiącach kopii.
Premiera teledysku do piosenki odbyła się 27 stycznia 2016, a wyreżyserowała go Luisa Carcavale.

## Notowania

### Pozycja na liście sprzedaży
| Kraj   | Notowanie (2016) | Najwyższa pozycja | Certyfikat | Sprzedaż |
| ------ | ---------------- | ----------------- | ---------- | -------- |
| Włochy | FIMI             | 65                | złoto      | 25 000+  |